# Ali ibn Hammud an-Nasir
Ali ibn Hammud an-Nasir (arabisch علي بن حمود الناصر, DMG ʿAlī b. Ḥammūd an-Nāṣir;) (? - 22. März 1018) war von 1016 bis 1018 Kalif von Córdoba.
Ali ibn Hammud an-Nasir hatte sich nach dem Ausbruch der Wirren im Kalifat von Córdoba als Statthalter von Ceuta und Tanger eine starke Machtposition zwischen den Bürgerkriegsparteien aufgebaut, zumal sein Bruder al-Qasim al-Ma'mun auch Algeciras beherrschte. Nach der zweiten Inthronisierung von Sulaiman al-Mustain (1013–1016) nahm Ali ibn Hammud Kontakte zu den Berbertruppen in Córdoba auf und konnte durch deren Verrat Sulaiman gefangen nehmen und hinrichten lassen.
Mit Ali ibn Hammud gelangte der erste Nicht-Umayyade auf den Kalifenthron von Córdoba. Gegen diesen wurde in Valencia mit Abd ar-Rahman IV. ein Urenkel von Abd ar-Rahman III. zum Kalifen ausgerufen. Zwar verbündete dieser sich mit dem Statthalter von Saragossa und dem Grafen von Barcelona, doch konnten die Hammudiden Córdoba behaupten. Ali wurde allerdings schon 1018 von seinen Sklaven ermordet. Nachfolger wurde sein Bruder al-Qasim al-Ma'mun, der bisher Statthalter in Sevilla gewesen war.